# Levanta a Mão (jingle político)
Levanta a Mão, ou É o Brasil que vai vencer, é um jingle político utilizado pelo então candidato Fernando Henrique Cardoso, durante a sua campanha de 1994. Além disso, foi reusado em 1998, mas com algumas palavras modificadas. O intérprete principal foi o cantor Dominguinhos, conhecido por cantar músicas tipicamente nordestinas, foi escolhido pois acreditava-se que FHC teria poucos votos no Nordeste, já que era um intelectual de São Paulo. Foi apelidado por críticos como a "Melô do Assalto", pois o refrão é "Levanta a mão, levanta a mão".

## Controvérsias
Boatos surgiram de que Levanta a Mão seria uma afronta a Lula, que perdeu um de seus dedos durante um incidente de trabalho. Os marqueteiros negaram a suposta intenção de ironizar Lula, que tem um dedo amputado.